# پاگودای غاز وحشی کوچک
پاگودای غاز وحشی کوچک (چینی: 小雁塔; پین‌یین: Xiǎoyàn Tǎ)، یکی از دو پایگاه مهم در شی‌آن، شنشی، چین است که در محل پایتخت‌های قدیمی دودمان هان و دودمان تانگ قرار دارد. پایگاه دیگری که در این منطقه قرار دارد غاز غول وحشی پاگودا است که در ابتدا در سال ۶۵۲ ساخته شده و در ۷۰۴ بازسازی شده است. این پایگاه به همراه غاز غول وحشی و دیگر سایت‌های مرتبط با جاده ابریشم، در سال ۲۰۱۴ به عنوان میراث جهانی یونسکو در فهرست میراث جهانی به نام جاده‌های ابریشم: شبکه راه چانگ‌آن-تین شان ثبت شد.

## تاریخ
پایگاه کوچک غاز وحشی بین سال‌های ۷۰۷ تا ۷۰۹ در دوره دودمان تانگ در زمان سلطنت ژونگ زونگ (سلطنت ۷۰۵–۷۱۰) ساخته شد. این پایگاه به ارتفاع ۴۵ متر (۱۴۸ فوت) ساخته شد تا اینکه در زلزله ۱۵۵۶ شاآنشی آسیب دید و اکنون با ارتفاع ۴۳ متر (۱۴۱ فوت) و ۱۵ طبقه از طبقات آن باقی‌مانده است. این پایگاه دارای قاب آجری است که اطراف فضای توخالی داخلی ساخته شده است، و پایه مربع و شکل آن نمایانگر سبک معماری دیگر پایگاه‌های دوران مشابه است.
در دوره دودمان تانگ، پایگاه کوچک غاز وحشی در سمت مقابل خیابانی از معبد مادر خود، معبد داجیانفو قرار داشت. زائران نوشته‌های مقدس بودیسم را از هند به معبد و پایگاه می‌آوردند، زیرا معبد یکی از مراکز اصلی در چانگ‌آن برای ترجمه متون بودایی بود. معبد قدیمی‌تر از پایگاه بود، زیرا در سال ۶۸۴ تأسیس شده بود، درست ۱۰۰ روز پس از مرگ گائوزونگ (دودمان تانگ) (سلطنت ۶۴۹-۶۸۳). امپراتور ژونگ‌زونگ اقامتگاه خود را برای ساخت معبد جدید اهدا کرده بود و معبد را برای ۲۰۰ راهب به یاد پدرش گائوزونگ نگهداری می‌کرد. معبد در ابتدا داکسیانفوسی یا «معبد بزرگ برکات» نامیده می‌شد، اما در سال ۶۹۰ توسط امپراتریس وو زتیان به داجیانفوسی تغییر نام داد.

## معماری
پایگاه کوچک غاز وحشی یک پاگودای ساخته شده از آجر است که از یک کاخ زیرزمینی، پایه، بدنه، بام و سایر بخش‌ها تشکیل شده است. این پاگودا به صورت چهارگوش ساخته شده است. بالای پاگودا در اثر زلزله بزرگ در سی و چهارمین سال از سلطنت ژیاجینگ در دودمان مینگ (۱۵۵۶) دو طبقه از آن تخریب شد و در حال حاضر دارای ۱۳ طبقه است. ارتفاع کلی پاگودا در سال ۱۹۸۹ به ۴۳٫۳۹۵ متر اندازه‌گیری شد، طول ضلع پایین آن ۱۱٫۳۸ متر بوده و نسبت ارتفاع به ضلع پایین ۱۰۰:۲۶ است.
طبقه اول پاگودا یک دروازه در شمال و جنوب برای دسترسی به پاگودا دارد. چارچوب‌های دروازه‌های شمالی و جنوبی از سنگ سبز ساخته شده‌اند. قاب دروازه سنگی با نقش‌های تزیینی نمادین بودایی حکاکی شده است، مانند موجودات آسمانی و تاک‌ها، ابرهای خوش‌یمن و جالین‌پورا، که سبک هنری اواخر دودمان تانگ را بازتاب می‌دهند. «بهشت پرواز» در ابتدا یک خدا در افسانه‌های هند باستان بود که مرتبط با آواز، رقص و سرگرمی بود.